# Королева на все времена
«Королева на все времена» (англ. The Queen Who Ever Was) — восьмой и финальный эпизод второго сезона фэнтезийного драматического телесериала «Дом Дракона», приквела «Игры престолов». Сценарий к эпизоду написала Сара Хесс, а его режиссёром стала Гита Васант Патель. Премьера эпизода состоялась на HBO и Max 4 августа 2024 года.
Эпизод получил смешанные отзывы от критиков, заработав рейтинг 50 % на Rotten Tomatoes, что делает его эпизодом с самым низким рейтингом в сериале на сегодняшний день. Очень высокой похвалы удостоились музыка и игра актёров (в особенности Эммы Д’Арси, Оливии Кук, Абубакара Салима, Гарри Коллетта и Фабьена Франкеля). Однако эпизод раскритиковали как слабый финал сезона и за то, что клиффхэнгеру не удалось предоставить удовлетворительное завершение сезона, хотя подготовка почвы к следующему сезону была оценена по достоинству.

## Сюжет

### В Тироше
Тиланд Ланнистер ведёт переговоры с Высшим советом Триархии о том, чтобы их флот помог прорвать морскую блокаду Велариона. Они соглашаются, но требуют контроля над Ступенями. Кроме того, адмирал Шарако Лохар, женщина-воин, использующая местоимения мужского рода, вызывает Тиланда на поединок по борьбе в грязи, прежде чем согласиться отправиться с ним в плавание. Тиланд побеждает, завоёвывая уважение Лохар, и они отправляются в Вестерос с флотом Триархии.

### В Королевских землях
Эймонд, в гневе от того, что у Рейниры появились новые наездники драконов, летит на Вхагар в портовый город Острый Мыс, который является союзником Чёрных, и сжигает его дотла.
Во время марша к Харренхолу Гвейн видит Кристона с носовым платком Алисенты и обвиняет его в нарушении клятвы Королевской гвардии. Подавленный Кристон выражает сожаление по поводу своих выборов, которые он совершил в прошлом, говоря Гвейну, что, по его мнению, они движутся к тому, что их уничтожат драконы Рейниры.

### В Королевской Гавани
Ларис Стронг рассказывает Эйгону о новых всадниках Рейниры и о том, как Эймонд уничтожил Острый Мыс. Он также предупреждает, что ярость Эймонда представляет ещё большую угрозу для жизни Эйгона. Эйгон хочет, чтобы Эймонда посадили в тюрьму, но Ларис утверждает, что Эймонд и Вхагар являются важными помощниками в войне. Переведя большую часть золота Харренхола в Железный банк Браавоса, Ларис предлагает им с Эйгоном спрятаться в Эссосе и вернуться, чтобы вернуть себе трон после того, как Эймонд и Рейнира уничтожат друг друга.
Эймонд требует, чтобы Хелейна отправилась в бой на своём драконе Пламенной Мечте. Когда она отказывается, Эймонд реагирует грубо, но вмешивается Алисента, ругая Эймонда за безрассудство и деструктивность. Позже Эймонд пытается мягко убедить Хелейну, но она снова отказывается, рассказывая, что знает, что он поджёг Эйгона и Солнечный Огонь в Грачином Приюте. Она также говорит, что предвидела его смерть на войне и возвращение Эйгона на трон.
Позже Эйгон и Ларис тайно покидают город в крытом фургоне.

## Производство

### Сценарий и съёмки
Сценарий к эпизоду написала Сара Хесс, а его режиссёром стала со-исполнительный продюсер Гита Васант Патель. Это четвёртая сценарная работа Хесс в сериале после эпизодов «Принцесса и королева», «Зелёный совет» и «Рейнира Жестокая», а для Патель — третья режиссёрская работа в сериале после эпизодов «Лорд Приливов» и «Горящая мельница».

### Кастинг
В эпизоде появились Мэтт Смит, Эмма Д’Арси, Оливия Кук, Рис Иванс, Стив Туссэн, Фабьен Франкель, Мэттью Нидэм, Соноя Мидзуно, Том Глинн-Карни, Юэн Митчелл, Фия Сабан, Гарри Коллетт, Бетани Антония, Фиби Кэмпбелл, Джефферсон Холл, Фредди Фокс, Гэйл Ранкин, Курт Эгьяван, Абубакар Салим, Клинтон Либерти, Киран Бью, Том Беннетт и Саймон Расселл Бил.

## Релиз
Премьера эпизода состоялась 4 августа 2024 года на HBO и Max.

### Утечка в интернет
30 июля 2024 года несколько сцен из этого эпизода просочились в сеть и были загружены в аккаунт TikTok, привлекая от 50 000 до 100 000 просмотров, прежде чем аккаунт был заблокирован примерно через три часа. Просочившиеся сцены быстро распространились на другие платформы, такие как X и Reddit. В ответ на следующий день телеканал HBO опубликовал заявление, в котором признали факт утечки: «Мы знаем, что клипы из финала сезона „Дома Дракона“ появились в социальных сетях. [sic] Клипы были опубликованы после непреднамеренного распространения международным сторонним дистрибьютором. HBO активно отслеживает и удаляет клипы из Интернета, и фанаты смогут посмотреть этот эпизод целиком в это воскресенье вечером на HBO и Max».

## Реакция

### Реакция критиков
Эпизод получил смешанные отзывы от критиков. На сайте Rotten Tomatoes эпизод имеет рейтинг 50% на основе 22 отзывов, со средним рейтингом 6,3/10. Это эпизод с самым низким рейтингом во всём сериале.
Хелен О’Хара из IGN и Карли Лэйн из Collider поставили эпизоду 8 баллов из 10. О’Хара описала этот эпизод как эпизод, который «предпринял усилия, чтобы расставить части по местам, установить динамику персонажей и передать красиво написанные диалоги, но который совершенно не смог предоставить ожидаемое действие». Она добавила: «С точки зрения сюжета и драматургии, этот восьмой эпизод стал триумфом – или был бы триумфом, если бы вышел двумя или тремя сериями ранее. Но сделать финал сезона одним сплошным клиффхэнгером, а не зрелищем, это почти непростительно.» Аналогичным образом Лэйн также отметила, что эпизод «больше похож на предпоследний, чем на тот, который призван завершить весь второй сезон, особенно учитывая, на чём он заканчивается». Несмотря на это, она высоко оценила выступления Д’Арси, Кук, Франкеля и Салима. Кэйли Дрэй из The A.V. Club оценила эпизод на «В+», высоко оценив подготовку к третьему сезону и игру Д’Арси.
Алек Бойалад из Den of Geek, Фэй Уотсон из GamesRadar+ и Аманда Уайтинг из Vulture оценили эпизод на 3 балла из 5. Бойалад высоко оценил завершение сюжетной линии Деймона в этом сезоне, а также написал: «Несмотря на то, что смотреть [финал сезона] по-прежнему приятно, это самый слабый эпизод сериала на данный момент. […] [В основном] из-за того факта, что здесь нет реального завершения». Тем не менее, Бойалад по-прежнему называл его хорошим телевизионным эпизодом в целом. Уотсон высоко оценила появление новых персонажей в Эссосе, преклонение Деймоном колена перед Рейнирой, и игру Д’Арси и Кук, завершив свой обзор словами: «Несмотря на несколько отличных сцен, [эпизод] страдает от тех же проблем, что и остальная часть сезона, фокусируясь на том, чтобы смотреть вперёд, а не предлагать удовлетворительное завершение». Кроме того, Уайтинг назвала финал сезона «ужасным, уклончивым и обескураживающим».
Кэти Долл из CBR поставила эпизоду 5 баллов из 10, заявив: «К концу хорошо отснятого финала второго сезона сериал HBO больше не может скрывать, что его яркие сцены с драконами и насыщенные диалоги — всего лишь прикрытие для истории, которой не хватает содержания». Она раскритиковала отсылку к «Игре престолов» в виде краткого появления Дейенерис Таргариен, которая, по её мнению, «подрывает цель сериала». Тем не менее, она высоко оценила музыку Джавади, игру Коллетта и параллельные кадры Алисенты и Рейниры. Прома Хосла из IndieWire поставил эпизоду оценку «С–», похвалив выступления Д’Арси и Салима, а также финальный монтаж, но посчитала, что над ним недостаточно поработали, чтобы сделать из него завершение сезона.